# John Malkovich
John Gavin Malkovich (Christopher, Illinois, 1953. december 9. –) Primetime Emmy-díjas amerikai színész. Egyike a legkiemelkedőbb amerikai színházi színészeknek, de Magyarországon inkább a mozi világából ismerik. Pozitív és negatív karaktereket egyaránt hitelesen alakít, ezeket mindig aprólékosan kidolgozza – bár Malkovich úgy vallja, a filmezés csak a pénz miatt érdekes, mert igazi otthonának a színházat tekinti.

## Élete, munkássága
John Malkovich apai ágról horvát származású. Apai nagyszülei az Osztrák–Magyar Monarchia idején vándoroltak Ozalyból az Egyesült Államokba. Édesanyja skót, angol, francia és német illetőségű családból ered. Malkovich az illinoisi Christopherben született 1953-ban, és a közeli Bentonban nőtt fel egy a South Main Streeten található, nagy családi házban. Apja Daniel Malkovich természetvédelmi szakember, anyja Joe Ann, két helyi újság kiadója volt. Malkovich a Benton High School gimnáziumban töltött évei alatt már játszott különböző darabokban. Az iskolában tagja volt egy folk/rock triónak, egy 1972-es helyi nyári színházi projekt keretében pedig az egyik főszereplője lett Jean-Claude Van Itallie Hurrá, Amerika című darabjának. Egyetemi tanulmányait a Kelet-Illinoisi Egyetemen kezdte, majd az Illinoisi Állami Egyetemen fejezte be, színház szakon, bár diplomáját csak 2005-ben kapta kézhez – utolsó vizsgájáról ugyanis, mivel a teremben „meleg volt és büdös”, inkább kisétált. 1976-ban Gary Sinise, Glenne Headly és Joan Allen társaságában a chicagói Steppenwolf színházi társulat tagja lett. 1980-tól a Steppenwolf New York-i darabjaiban szerepelt, Sam Shepard True West című darabjában nyújtott alakításáért elnyerte az Obie-díjat. 1984-ben Lanford Wilson Balm in Gilead című darabjában betöltött szerepéért újabb Obie-díjat, valamint Drama Desk-díjat kapott. 1984-ben debütált a Broadwayn, Arthur Miller Az ügynök halála című drámájában Dustin Hoffman oldalán játszotta Biffet; a darab televíziós változatában nyújtott teljesítményéért 1985-ben Emmy-díjat kapott.

### A 70-es évek
John Malkovich először 1978-ban volt látható a nagyképernyőn, Robert Altman Esküvő című vígjátékában, bár neve a stáblistán nem szerepelt.

### A 80-as évek
Első jelentősebb mozifilmszerepét a Broadwayn töltött évek során kapta, Sally Field vak segítőjét, Mr. Willt játszotta az 1984-es Hely a szívemben című filmben. Mr. Will ábrázolásáért Malkovichot Oscar-díjra jelölték. Ugyanebben az évben Al Rockoffot is eljátszotta A gyilkos mezőkben, alakításáért elismerő kritikákat kapott. Ezt követően olyan nagyszerű filmekben szerepelhetett, mint a Steven Spielberg rendezte A Nap birodalma (1987), vagy Tennessee Williams Üvegfigurák című novellájának filmes feldolgozása, amelyet Paul Newman rendezett. 1988-ban, a nagy sikerű Veszedelmes viszonyokkal vált igazi sztárrá – ebben a filmben a nőcsábász Sébastien de Valmont vikomtot alakította Glenn Close és Michelle Pfeiffer oldalán.

### A 90-es évek
Malkovich a 90-es évek elején sorra kapta a főszerepeket: Oltalmazó ég (1990), Régi idők (1991), Fedezetlen szerelem (1991), Jennifer 8 (1992). Az 1992-es John Steinbeck-adaptációban, az Egerek és emberekben Lennie-t alakította Gary Sinise oldalán. 1993-ban Clint Eastwooddal volt látható a Célkeresztben (1993) című thrillerben. Malkovich olyan nagyszerűen formálta meg a politikai merénylőt, hogy 1994-ben BAFTA-díjra, Golden Globe-díjra, sőt Oscar-díjra is jelölték. Malkovich több vészjósló figurát alakított: 1994-ben Kurtz ezredesként játszott a Joseph Conrad A sötétség mélyén című regényéből készült azonos című TV-filmben, és Mr. Henry Jekyllként, illetve Mr. Edward Hydeként kettős szerepet alakított A gonosz csábításában (1996); alattomos férjet játszott az Egy hölgy arcképében. Együtt játszott Nicolas Cage-el a Con Air – A fegyencjárat (1997) című filmben, azért vállalta el az elvetemült bűnöző, Cyrus „a Vírus” Grissom szerepét, mert annyi pénzt kapott érte, mint öt filmjéért együtt. Ezután A vasálarcosban (1998) olyan nagyszerű színészekkel játszott, mint Leonardo DiCaprio, Jeremy Irons, Gabriel Byrne és Gérard Depardieu, majd Edward Nortonnal és Matt Damonnal szerepelt együtt a Pókerarcokban. 1999-ben Az Aranypolgár születésében nyújtott alakításáért megkapta második Primetime Emmy-díj jelölését. Még ugyanebben az évben játszotta kétségkívül legszokatlanabb szerepét: Spike Jonze szürreális mozijában, a John Malkovich menetben (1999) önmagát kellett alakítania, amint saját elméjébe tudta nélkül hívatlan vendégek telepednek be. A film szinte egyöntetű elismerést aratott, Malkovich pedig a legjobb férfi mellékszereplő kategóriájában megkapta a New York-i Filmkritikusok Egyesületének díját.

### 2000 után
Malkovich A John Malkovich menet után F.W. Murnau rendezőt alakította A vámpír árnyéka (2000) című horrorban. E. Elias Mehrige filmje Murnau legendás 1922-es klasszikusának a Nosferatu elkészítésének folyamatát mutatja be. A filmben Malkovich remekelt, de alakítása mégis elmaradt Willem Dafoe játéka mellett, akit Oscar-díjra jelöltek. Szerepel A nyomorultakban (2000), majd Vin Diesellel áll szemben a Keménykötésűekben (2001). 2002-ben Matt Damon oldalán a A tehetséges Mr. Ripley folytatását A Ripley és a maffiózókat (2002) vállalta el, ezzel egy időben pedig Charles Talleyrand-t alakította Christian Clavier és Gérard Depardieu mellett a Napóleon című történelmi kalanddrámában. Fáradozásáért megkapta a harmadik Emmy-díj jelölését. Első rendezése a Táncos a házban című politikai dráma volt, a főszerepre Javier Bardemmet kérte fel. Játszott a Johnny Englishben (2003), majd még ebben az évben Stanley Kubrick csaló szerepében tűnt fel a Kubrick menetben. A Galaxis útikalauz stopposoknak (2005) című kasszasiker révén ismét sikerfilmben szerepelhetett, majd folytatta a gyatrább mozikat: Ízlésficam (2006), Klimt (2006), In Tranzit (2007) és Eragon (2005). 2008-ban ismét nagy mozikban szerepelhetett, a Coen-fivérek Égető bizonyítékában mint CIA-ügynök és az Elcserélt életekben mint Gustav Briegleb tiszteletes. Legújabb filmje a Transformers harmadik része, valamint készülőben lévő mozijai az As Linhas de Torres, melyben főszereplő a Warm Bodies című romantikus-horrorban is szerepet kapott.

## Magánélete
Malkovich 1982-től 1988-ig élt házasságban Glenne Headlyvel, akivel 1988-ban azért váltak el, mert Malkovich a Veszedelmes viszonyok forgatásán viszonyba bonyolódott Michelle Pfeifferrel. Barátnőjével, a rendezőasszisztens Nicoletta Peyrannel az Oltalmazó ég című film forgatásán ismerkedett meg. 1989 óta élnek kapcsolatban, két gyermekük, Amandine 1990-ben, Loewy pedig 1992-ben született.
A mai napig rendszeresen feltűnik színházi szerepekben; tizenöt évig élt családjával Dél-Franciaországban, ahol szintén színházi színészként dolgozott, francia nyelven. Jelenleg a massachusettsi Cambridge-ben lakik.
Politikai nézeteit tekintve Malkovich konzervatív, azonban nem támogatja a halálbüntetést.

## Filmográfia

### Film
(Vezető) filmproducer
| Év   | Magyar cím                                      | Eredeti cím                                | Szerep                             | Magyar hang            |
| ---- | ----------------------------------------------- | ------------------------------------------ | ---------------------------------- | ---------------------- |
| 1978 | Esküvő                                          | A Wedding                                  | esküvői vendég                     |                        |
| 1984 | Hely a szívemben                                | Places in the Heart                        | Mr. Will                           | Viczián Ottó           |
| 1984 | Gyilkos mezők                                   | The Killing Fields                         | Al Rockoff                         | Forgács Péter          |
| 1985 | Eleni                                           | Eleni                                      | Nick Gage                          | Józsa Imre             |
| 1987 | Üvegfigurák                                     | The Glass Menagerie                        | Tom Wingfield                      | Kaszás Gergő           |
| 1987 | Keressük az igazit                              | Making Mr. Right                           | Dr. Jeff Peters                    | Garai Róbert           |
| 1987 | Keressük az igazit                              | Making Mr. Right                           | Ulysses                            | Breyer Zoltán          |
| 1987 | A Nap birodalma                                 | Empire of the Sun                          | Basie                              | Koncz Gábor            |
| 1988 | Távol az otthontól                              | Miles from Home                            | Barry Maxwell                      | Várkonyi András        |
| 1988 | Veszedelmes viszonyok                           | Dangerous Liaisons                         | Vicomte de Valmont                 | Szakácsi Sándor        |
| 1990 | Oltalmazó ég                                    | The Sheltering Sky                         | Port Moresby                       | Kulka János            |
| 1990 | Oltalmazó ég                                    | The Sheltering Sky                         | Port Moresby                       | Mertz Tibor            |
| 1991 | Fedezetlen szerelem                             | The Object of Beauty                       | Jake Bartholemew                   | Epres Attila           |
| 1991 | Fedezetlen szerelem                             | The Object of Beauty                       | Jake Bartholemew                   | Kaszás Attila          |
| 1991 | Fedezetlen szerelem                             | The Object of Beauty                       | Jake Bartholemew                   | Nagy Ervin             |
| 1991 | Fedezetlen szerelem                             | The Object of Beauty                       | Jake Bartholemew                   | Magyar Bálint          |
| 1991 | Együtt a csapat                                 | Queens Logic                               | Elliot                             |                        |
| 1992 | Árnyak és köd                                   | Shadows and Fog                            | Bohóc                              | Dózsa Zoltán           |
| 1992 | Egerek és emberek                               | Of Mice and Men                            | Lennie Small                       | Reviczky Gábor         |
| 1992 | Jennifer 8                                      | Jennifer 8                                 | St. Anne ügynök                    | Haás Vander Péter      |
| 1993 | Célkeresztben                                   | In the Line of Fire                        | Mitch Leary                        | Rátóti Zoltán          |
| 1993 | Életben maradtak                                | Alive                                      | idősebb Carlos Páez Rodríguez      | Galambos Péter         |
| 1993 | Életben maradtak                                | Alive                                      | idősebb Carlos Páez Rodríguez      | Bede-Fazekas Szabolcs  |
| 1995 | A kolostor                                      | The Convent                                | Michael Padovic                    | Kőszegi Ákos           |
| 1995 | Túl a felhőkön                                  | Beyond the Clouds                          | A rendező                          | R. Kárpáti Péter       |
| 1996 | A gonosz csábítása                              | Mary Reilly                                | Dr. Henry Jekyll / Mr. Edward Hyde | Szakácsi Sándor        |
| 1996 | Egy hölgy arcképe                               | The Portrait of a Lady                     | Gilbert Osmond                     | Kőszegi Ákos           |
| 1996 | A rémkirály                                     | The Ogre                                   | Abel Tiffauges                     | Selmeczi Roland        |
| 1996 | Mulholland – Gyilkos negyed                     | Mulholland Falls                           | Timms tábornok                     | Sinkovits-Vitay András |
| 1997 | Con Air – A fegyencjárat                        | Con Air                                    | Cyrus "Vírus" Grissom              | Kálloy Molnár Péter    |
| 1998 | A vasálarcos                                    | The Man in the Iron Mask                   | Athos                              | Rubold Ödön            |
| 1998 | Pókerarcok                                      | Rounders                                   | Teddy KGB                          | Barbinek Péter         |
| 1999 | A John Malkovich menet                          | Being John Malkovich                       | John Horatio Malkovich             | Fodor Tamás            |
| 1999 | Jeanne d’Arc – Az orléans-i szűz                | The Messenger: The Story of Joan of Arc    | VII. Károly francia király         | Rátóti Zoltán          |
| 1999 | A megtalált idő                                 | Time Regained                              | Le Baron de Charlus                | Kulka János            |
| 2000 | A vámpír árnyéka                                | Shadow of the Vampire                      | F. W. Murnau                       | Epres Attila           |
| 2001 | Tétova tinédzserek                              | Ghost World                                |                                    |                        |
| 2001 | Keménykötésűek                                  | Knockaround Guys                           | Teddy Deserve                      | Szakácsi Sándor        |
| 2001 | Szálló                                          | Hotel                                      | Omar Jonnson                       |                        |
| 2001 |                                                 | I'm Going Home                             | John Crawford                      |                        |
| 2001 |                                                 | Savage Souls                               | Monsieur Numance                   |                        |
| 2002 | Táncos a házban                                 | The Dancer Upstairs                        | Abimael Guzman                     |                        |
| 2002 | Ripley és a maffiózók                           | Ripley's Game                              | Tom Ripley                         | Kulka János            |
| 2002 | Adaptáció                                       | Adaptation                                 | önmaga                             |                        |
| 2003 | Johnny English                                  | Johnny English                             | Pascal Sauvage                     | Kautzky Armand         |
| 2003 | Utazás Bombay-be                                | A Talking Picture                          | John Walesa kapitány               |                        |
| 2004 | Rochester grófja – Pokoli kéj                   | The Libertine                              | II. Károly angol király            | Kulka János            |
| 2005 | Galaxis útikalauz stopposoknak                  | The Hitchhiker's Guide to the Galaxy       | Humma Kavula                       | Kulka János            |
| 2005 | Kubrick menet                                   | Colour Me Kubrick                          | Alan Conway                        | Reviczky Gábor         |
| 2006 | Ízlésficam                                      | Art School Confidential                    | Sandiford professzor               | Kulka János            |
| 2006 | Eragon                                          | Eragon                                     | Galbatorix                         | Forgács Péter          |
| 2006 | Klimt                                           | Klimt                                      | Gustav Klimt                       |                        |
| 2007 | A piás hajója                                   | Drunkboat                                  | Mort                               | Kulka János            |
| 2007 | Beowulf – Legendák lovagja                      | Beowulf                                    | Unferth                            | Kulka János            |
| 2008 | A tökéletlen trükk                              | The Great Buck Howard                      | Buck Howard                        | Kautzky Armand         |
| 2008 | Egy elrabolt kislány története                  | Gardens of the Night                       | Michael                            |                        |
| 2008 |                                                 | In Transit                                 | Pavlov                             |                        |
| 2008 | Égető bizonyíték                                | Burn After Reading                         | Osborne Cox                        | Kulka János            |
| 2008 | Szégyen                                         | Disgrace                                   | David Lurie                        | Kulka János            |
| 2008 | Mutáns krónikák                                 | Mutant Chronicles                          | Constantine                        | Várday Zoltán          |
| 2008 | Elcserélt életek                                | Changeling                                 | Reverend Briegleb                  | Kulka János            |
| 2009 | Szerelem életre-halálra                         | Afterwards                                 | Joseph Kay                         | Kőszegi Ákos           |
| 2010 | Jonah Hex                                       | Jonah Hex                                  | Quentin Turnbull                   | Kulka János            |
| 2010 | A paripa                                        | Secretariat                                | Lucien Laurin                      | Epres Attila           |
| 2010 | RED                                             | Red                                        | Marvin Boggs                       | Mertz Tibor            |
| 2011 | Transformers 3.                                 | Transformers: Dark of the Moon             | Bruce Brazos                       | Mertz Tibor            |
| 2012 |                                                 | Lines of Wellington                        | Arthur Wellesley                   |                        |
| 2013 | Eleven testek                                   | Warm Bodies                                | Grigio tábornok                    | Kulka János            |
| 2013 | Szibériai nevelés                               | Siberian Education                         | Kuzya nagyapa                      | Haás Vander Péter      |
| 2013 | RED 2.                                          | Red 2                                      | Marvin Boggs                       | Mertz Tibor            |
| 2014 |                                                 | Cesar Chavez                               | Bogdanovich Senior                 |                        |
| 2014 | A Madagaszkár pingvinjei                        | Penguins of Madagascar                     | Dave (hangja)                      | Haás Vander Péter      |
| 2014 |                                                 | Casanova Variations                        | Giacomo Casanova                   |                        |
| 2014 |                                                 | Cut Bank                                   | Vogel seriff                       |                        |
| 2016 | Zoolander 2.                                    | Zoolander 2                                | Chazz Spencer                      | Epres Attila           |
| 2016 |                                                 | Dominion                                   | Dr. Felton                         |                        |
| 2016 | Mélytengeri pokol                               | Deepwater Horizon                          | Donald Vidrine                     | Reviczky Gábor         |
| 2017 | Élesítve                                        | Unlocked                                   | Bob Hunter                         | Epres Attila           |
| 2017 | Vad esküvő                                      | The Wilde Wedding                          | Laurence Darling                   | Mertz Tibor            |
| 2017 |                                                 | I Love You, Daddy                          | Leslie Goodwin                     |                        |
| 2017 | A szerelemről. Csak felnőtteknek                | About Love. For Adults Only                | Speaker                            |                        |
| 2017 |                                                 | Bullet Head                                | Walker                             |                        |
| 2018 | Supercon                                        | Supercon                                   | Sid Newberry                       | Epres Attila           |
| 2018 | 22 mérföld                                      | Mile 22                                    | James Bishop                       | Reviczky Gábor         |
| 2018 | Madarak a dobozban                              | Bird Box                                   | Douglas                            |                        |
| 2019 | Átkozottul veszett, sokkolóan gonosz és hitvány | Extremely Wicked, Shockingly Evil and Vile | Edward Cowart bíró                 | Mertz Tibor            |
| 2019 | Bársony körfűrész                               | Velvet Buzzsaw                             | Piers                              |                        |
| 2019 | Istenek völgye                                  | Valley of the Gods                         | Wes Tauros                         |                        |
| 2020 | Az arkansasi drogfutárok                        | Arkansas                                   | Bright                             |                        |
| 2020 | Ava                                             | Ava                                        | Duke                               | Kőszegi Ákos           |
| 2021 |                                                 | Rogue Hostage                              | Sam Safty                          |                        |
| 2021 | Az immunis                                      | The Survivalist                            | Aaron                              | Reviczky Gábor         |
| 2022 | Széttört élet                                   | Shattered                                  | Ronald                             | Mertz Tibor            |
| 2022 |                                                 | Chariot                                    | Dr. Karn                           |                        |
| 2022 | Fehér elefánt                                   | White Elephant                             | Glen Follett                       | Epres Attila           |
| 2022 | Megváltó lövés                                  | Savage Salvation                           | Peter                              | Epres Attila           |
| 2022 | Angyalok gyilkosa                               | Mindcage                                   | A művész                           | Epres Attila           |
| 2023 | Seneca: A földrengések kialakulása              | Seneca: On the Creation of Earthquakes     | Ifjabb Seneca                      | Rátóti Zoltán          |
| 2023 | Amerikai kopó                                   | One Ranger                                 | Geddes                             | Epres Attila           |
| 2023 | Bolondok paradicsoma                            | Fool’s Paradise                            | Ed Cote                            | Mertz Tibor            |
| 2023 |                                                 | The Line                                   | Beach Miller                       |                        |
| 2023 | Vendég a francia kastélyban                     | Mr. Blake At Your Service!                 | Andrew Blake                       | Mertz Tibor            |
| 2025 |                                                 | Opus                                       | Alfred Moretti                     |                        |

Dokumentum- és rövidfilmek
- 2002: Hideous Man – narrátor (rövidfilm)
- 2005: Flipping Uncle Kimono – önmaga (dokumentumfilm)
- 2006: The Call – pap (rövidfilm)
- 2007: Polis Is This: Charles Olson and the Persistence of Place – önmaga (dokumentumfilm)
- 2013: Ecstasy – Vinny (rövidfilm)
- 2016: Psychogenic Fugue – több szerep (rövidfilm)

### Televízió
| Év        | Magyar cím               | Eredeti cím                       | Szerep                    | Megjegyzések                              |
| --------- | ------------------------ | --------------------------------- | ------------------------- | ----------------------------------------- |
| 1981      |                          | Word of Honor                     | Gary                      | tévéfilm                                  |
| 1983      |                          | Say Goodnight, Gracie             | Steve                     | tévéfilm                                  |
| 1984      |                          | True West                         | Lee                       | tévéfilm                                  |
| 1985      | Az ügynök halála         | Death of a Salesman               | Biff Loman                | tévéfilm                                  |
| 1986      |                          | Rocket to the Moon                | Ben Stark                 | tévéfilm                                  |
| 1987      |                          | Santabear's High Flying Adventure | Santa Claus (hangja)      | tévéfilm                                  |
| 1989–2008 | Saturday Night Live      | Saturday Night Live               | önmaga (házigazda)        | 3 epizód                                  |
| 1991      |                          | Old Times                         | Deeley                    | tévéfilm                                  |
| 1993      | A sötétség mélyén        | Heart of Darkness                 | Kurtz                     | tévéfilm                                  |
| 1999      | Az Aranypolgár születése | RKO 281                           | Herman Mankiewicz         | tévéfilm                                  |
| 2000      | Nyomorultak              | Les Misérables                    | Javert                    | 4 epizód                                  |
| 2002      | Napóleon                 | Napoléon                          | Charles Talleyrand        | 4 epizód                                  |
| 2014      | Kalózháború              | Crossbones                        | Edward 'Blackbeard' Teach | 9 epizód                                  |
| 2018      |                          | The ABC Murders                   | Hercule Poirot            | 3 epizód (társproducer)                   |
| 2018–2019 | Milliárdok nyomában      | Billions                          | Grigor Andolov            | 6 epizód                                  |
| 2019      |                          | Matchday: Inside FC Barcelona     | narrátor (hangja)         | 8 epizód                                  |
| 2020      | Az új pápa               | The New Pope                      | III. János Pál pápa       | 9 epizód                                  |
| 2020      |                          | Home Movie: The Princess Bride    | a lenyűgöző lelkész       | 1 epizód                                  |
| 2020–2022 | Űrhadosztály             | Space Force                       | Dr. Adrian Mallory        | 17 epizód                                 |
| 2021–2023 | A tíz éves Tom           | Ten Year Old Tom                  | Mr. B (hangja)            | 10 epizód                                 |
| 2024      |                          | The New Look                      | Lucien Lelong             | 7 epizód                                  |
| 2024      | Ripley                   | Ripley                            | Reeves Minot              | - 1 epizód - magyar hangja: - Mertz Tibor |

## Fontosabb díjak, jelölések

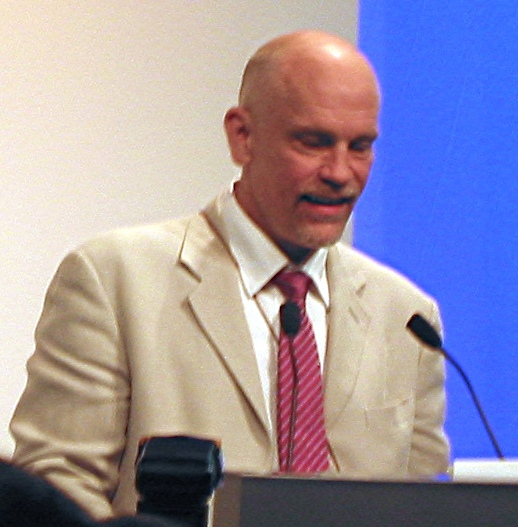
2005-ben

| Év   | Kategória | Díj                                                                                   | Film                     |
|      |           | Oscar-díj                                                                             |                          |
| ---- | --------- | ------------------------------------------------------------------------------------- | ------------------------ |
| 1994 | jelölés:  | legjobb férfi mellékszereplő                                                          | Célkeresztben            |
| 1985 | jelölés:  | legjobb férfi mellékszereplő                                                          | Hely a szívemben         |
|      |           | BAFTA-díj                                                                             |                          |
| 1994 | jelölés:  | legjobb férfi mellékszereplő                                                          | Célkeresztben            |
|      |           | Emmy-díj                                                                              |                          |
| 2003 | jelölés:  | legjobb férfi mellékszereplő (televíziós minisorozat vagy tévéfilm)                   | Napóleon                 |
| 2000 | jelölés:  | legjobb férfi mellékszereplő (televíziós minisorozat vagy tévéfilm)                   | Az Aranypolgár születése |
| 1986 | díj:      | legjobb férfi mellékszereplő (televíziós minisorozat vagy tévéfilm)                   | Az ügynök halála         |
|      |           | Golden Globe-díj                                                                      |                          |
| 1995 | jelölés:  | legjobb férfi mellékszereplő (televíziósorozat, televíziós minisorozat vagy tévéfilm) | A sötétség mélyén        |
| 1994 | jelölés:  | legjobb férfi mellékszereplő                                                          | Célkeresztben            |
| 1986 | jelölés:  | legjobb férfi mellékszereplő (televíziósorozat, televíziós minisorozat vagy tévéfilm) | Az ügynök halála         |
|      |           | David di Donatello-díj                                                                |                          |
| 1989 | jelölés:  | legjobb külföldi színész                                                              | Veszedelmes viszonyok    |
|      |           | Sant Jordi-díj                                                                        |                          |
| 1990 | díj:      | legjobb külföldi színész                                                              | Veszedelmes viszonyok    |